# 绥远县 (吉林省)
绥远县，中华民国旧县名。
1913年由绥远州改置，治所在今黑龙江省抚远县驻地抚远镇。因与绥远省重复，1929年更名抚远县。 